# Мацуура, Масая
Масая Мацуура (яп. 松浦 雅也 Мацу: ра Масая; род. 16 июня 1961, Осака) — японский музыкант и геймдизайнер. Основатель студии NanaOn-Sha.

## Биография
В апреле 1983 года, вскоре после окончания Университета Рицумейкан, Мацуура встретился с певицей Чакой (Мами Ясунори) и основал музыкальную группу Psy-S. Первый альбом группы, Different View, был выпущен в 1985 году. Мацуура — композитор и аранжировщик группы, выступает с использованием синтезатора Fairlight CMI. Также освоил клавиатуру, гитару и бас и иногда исполняет эти инструменты на сцене.
В конце 1980-х годов Psy-S пользовались большой популярностью в Японии благодаря ряду хитов. Некоторые их песни использовались в таких аниме-шоу, как «Городской охотник», и в фильмах. В 1987 году Масая Мацуура написал некоторые музыкальные композиции для аниме-адаптации «To-Y», манги Ацуси Камидзё.
Технологические разработки, происходившие в 1990-х годах, вызвали повышенный интерес у Мацууры к созданию компьютерной музыки, и из этой области Мацуура вскоре перешел на интерактивную музыку и музыкальные видеоигры. В 1993 году Мацуура стал первым японским музыкантом, выпустившим компакт-диск «Seven Colors», за который он был удостоен «Мультимедийного гран-при». В июне 1996 года, выпустив 10 альбомов с Psy-S (и четыре «лучших» альбомов), Мацуура покинул группу и сосредоточил свое внимание на своих мультимедийных проектах.
Мацуура основал производственную компанию NanaOn-Sha в Токио и начал разработку видеоигр. Первым крупным проектом стала уникальная игра, сочетающая ритмы хип-хопа и визуальные таланты американского мультипликатора Родни Гринблата. Выпущенная в декабре 1996 года в Японии «PaRappa the Rapper» считается[кем?] одной из первых современных ритм-игр. Талант Мацууры в сочетании музыки и видеоигр снова был продемонстрирован в 1999 году, когда он выпустил генеративную музыкальную игру Vib-Ribbon. Данная видеоигра укрепила его положение как одного из «основателей» жанра музыкальной игры.
В 2003 году Мацуура вместе с NanaOn-Sha отвечал за производство звуковой части роботизированной игрушки для собак третьего поколения Sony, AIBO (модель ERS-7). Это включало как музыку, так и звуковые эффекты.
В 2004 году он был удостоен награды «First Penguin» Международной ассоциации разработчиков игр (IGDA) за его инновационный вклад в индустрию видеоигр.

## Дискография
Мацуура выпустил 10 альбомов и 4 сборника с группой Psy-S, а также 2 сольных альбома. Все альбомы были выпущены на лейбле Sony Music.

### С группой Psy-S
- 1985 — Different View
- 1986 — PIC-NIC
- 1987 — Collection (Сборник)
- 1988 — Mint-Electric
- 1989 — Atlas
- 1990 — Signal
- 1991 — Two Hearts
- 1991 — Holiday
- 1992 — Two Sprits Live PSY’S Best Selection (Концерт)
- 1993 — Window
- 1994 — Home Made
- 1994 — Emotional Engine
- 1996 — Two Bridge (Сборник)
- 1998 — Brand New Diary + Another Diary (Сборник)
- 2012 — Psyclopedia (Сборник, бокс-сет)

### Сольные альбомы
- 1989 — Sweet Home
- 2013 — Beyooond!!!

## Игры
- Metamor Jupiter (1993, PC Engine CD) (как композитор[11])
- The Seven Colors: Legend of PSY・S City (1993, Apple Macintosh)
- Tunin'Glue (1996, Apple Bandai Pippin)
- PaRappa the Rapper (1996, PS1),(2007, PSP),(2017, PS4)
- Um Jammer Lammy (1999, PS1)
- Vib-Ribbon (1999, PS1)
- Rhyme Rider Kerorican (2000, Bandai WonderSwan)
- PaRappa the Rapper 2 (2002, PS2),(2015, PS4)
- Mojib-Ribbon (2003, PS2)
- Vib-Ripple (2004, PS2)
- Tamagotchi Connection: Corner Shop (2005, Nintendo DS)
- Musika (2007, iPod[12])
- Tamagotchi Connection: Corner Shop 2 (2007, Nintendo DS)
- Tamagotchi Connection: Corner Shop 3 (2007, Nintendo DS)
- Major Minor's Majestic March (2009, Wii)
- WINtA (2010, iPhone/iPod Touch)
- Haunt (2012, Xbox 360)
- Beat Sports (2015, Apple TV)
- Furusoma (2016, iOS[13])
- Project Rap Rabbit (Отменена)